# Aethomys thomasi
Aethomys thomasi és una espècie de mamífer rosegador de la família dels múrids. Són rosegadors de mitjanes dimensions, amb una llargada de cap a gropa de 141 a 158 mm i amb una cua de 108 a 146 mm. Es troba només a Angola, i el seu hàbitat natural són matollars subtropicals o tropicals secs.